# مستر أولمبيا 1986
بطولة مستر أولمبيا 1986 هي النسخة الثانية والعشرون من بطولة مستر أولمبيا للمحترفين بكمال الأجسام، أقيمت نهائياتها في 11 أكتوبر 1986، بمدينة كولومبوس بولاية أوهايو الأمريكية.

## نظرة عامة
حمل لقب هذه البطولة للمرة الثالثة على التوالي الأمريكي لي هاني.

## النتائج الكاملة
| المركز | الاسم           | الدولة           | الجائزة المالية |
| ------ | --------------- | ---------------- | --------------- |
| 1      | لي هاني         | الولايات المتحدة | 55,000 $        |
| 2      | ريتشارد غاسباري | الولايات المتحدة | 25,000 $        |
| 3      | مايك كريستيان   | الولايات المتحدة | 13,000 $        |
| 4      | ألبرت بيكليس    | إنجلترا          | 9,000 $         |
| 5      | بيري ديماي      | هولندا           | 6,000 $         |
| 6      | بيتر هينسيل     | ألمانيا الغربية  | 4,000 $         |
| 7      | بيرتيل فوكس     | إنجلترا          |                 |
| 8      | رون لف          | الولايات المتحدة |                 |
| 9      | جون تيريلي      | الولايات المتحدة |                 |
| 10     | جوزيف غرولمس    | ألمانيا الغربية  |                 |
| 11     | توم بلاتز       | الولايات المتحدة |                 |
| 12     | جوسيب ويلكوز    | ألمانيا الغربية  |                 |
| 13     | إدوارد قواق     | لبنان            |                 |
| 14     | فرانك ريتشارد   | إنجلترا          |                 |
| 15     | غاري ليونارد    | الولايات المتحدة |                 |

 = يحمل لقب مستر أولمبيا من سنوات سابقة.